# 白鳞莎草
白鳞莎草（学名：Cyperus nipponicus）为莎草科莎草属下的一个种。

## 扩展阅读
維基物種上的相關：白鳞莎草